# Let Me Be the One (canção de Now United)
"Let Me Be the One" é uma canção do grupo pop global Now United, lançada em 28 de dezembro de 2019. A canção foi disponibilizada nas plataformas digitais em 10 de janeiro de 2020. Conta com os vocais de Any, Diarra, Krystian, Josh, Bailey, Heyoon, Sabina e Noah.

## Videoclipe
O clipe é um compilado de filmagens desde a estréia do grupo, até o final de 2019. Como uma forma de agradecimento aos fãs pelo ano que foi proporcionado.

## Históricos de lançamentos
| Região | Data                  | Formato                    | Gravadora | Ref.  |
| ------ | --------------------- | -------------------------- | --------- | ----- |
| Mundo  | 10 de janeiro de 2020 | download digital streaming | XIX       | [ 7 ] |